# St. Meinrad (Pfäffikon SZ)

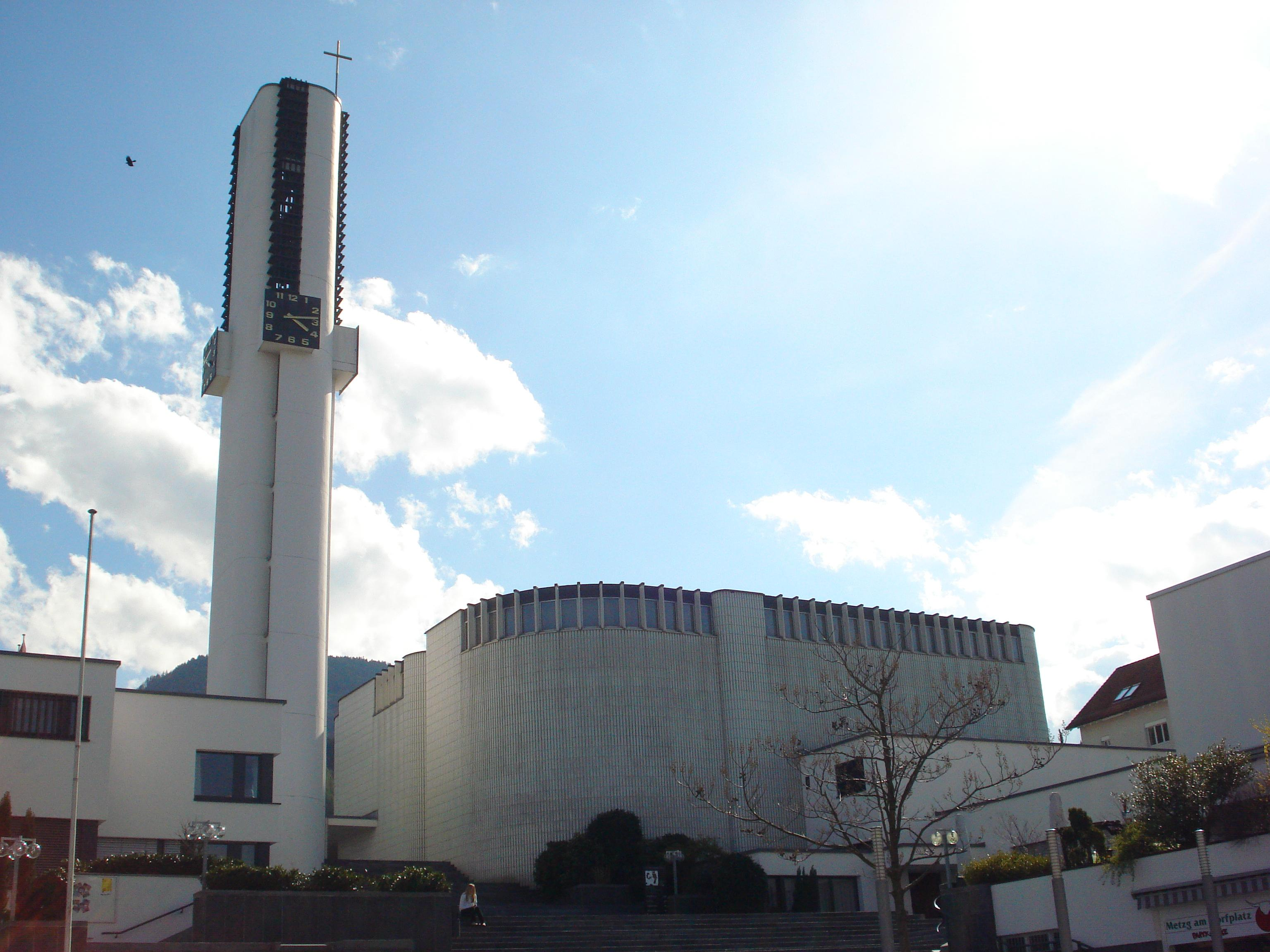
Kirche St. Meinrad Pfäffikon

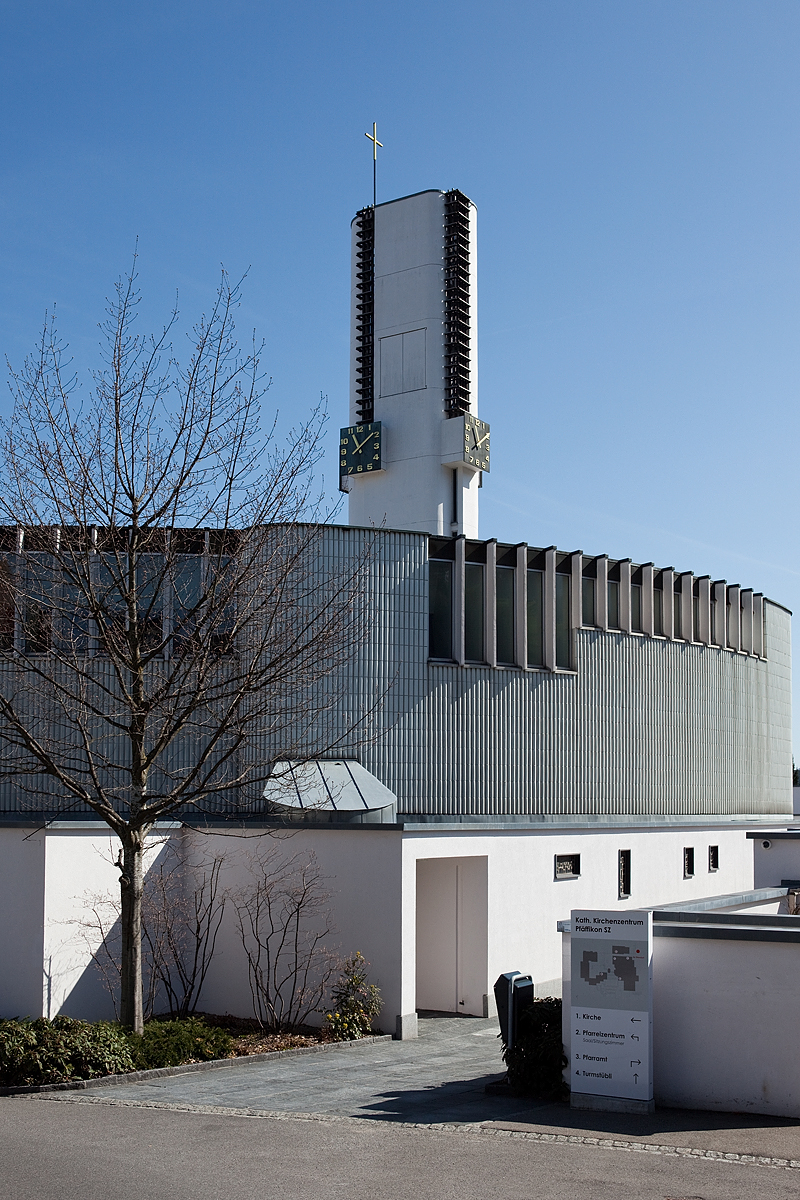
Ansicht von Südwesten

Die römisch-katholische Kirche St. Meinrad liegt im Dorf Pfäffikon im Kanton Schwyz.

## Geschichte

### Vorgeschichte und Namensgebung
Die Urkunde, die Pfäffikon SZ erstmals namentlich erwähnt, stammt von Kaiser Otto dem Grossen, welcher die Insel Ufnau, die Ländereien von Pfäffikon, Uerikon und die Kirche von Meilen mittels dieser Urkunde dem Kloster Einsiedeln schenkte. Die Kirche St. Peter und Paul auf der Insel Ufnau war die Pfarrkirche aller umliegenden Seegemeinden. Die Grosspfarrei St. Peter und Paul reichte von Altendorf bis Wädenswil und von Feldbach und Hombrechtikon bis Erlenbach, hatte ihren Verwaltungssitz jedoch auf dem Festland in Pfäffikon (Phaffinchova = Hof des Pfaffen). Weil der Gottesdienstbesuch auf der Insel Ufnau bei stürmischem Wetter schwierig war, entstanden schon früh Kapellen auf dem Festland: 1132 in Pfäffikon die St. Anna-Kapelle und 1158 in Freienbach die St. Adelrich-Kapelle. Dieses Gebiet wurde im Jahr 1308 zur eigenständigen Pfarrei. Mit dem Bau der Kirche St. Meinrad in Pfäffikon im Jahr 1965 bekam die Pfarrei Freienbach ein zweites Kirchenzentrum.
Das Patrozinium der katholischen Kirche von Pfäffikon an den Hl. Meinrad (Meginrad) erinnert daran, dass dieser einige Zeit auf dem Etzelpass als Eremit gelebt hatte, bevor er dann in den finsteren Wald (d. h. nach Einsiedeln) zog. Die St. Meinradskapelle auf dem Etzelpass gilt als Ort, wo die Klause des Hl. Meinrad gestanden hatte.

### Kapellen und Kirchen des Pfarrrektorats St. Meinrad
- Kapelle St. Martin auf der Ufnau (9./10. Jh.)
- Kirche St. Peter und Paul auf der Ufnau (1141)
- St. Anna-Kapelle in Pfäffikon (1132–1963, wegen des Baus der neuen Kirche St. Meinrad abgetragen)
- Dreifaltigkeits-Kapelle in Hurden (1497)
- Schlosskapelle in Pfäffikon, Unterdorf  (1566)
- Kapelle zu den Drei-Eidgenossen, Pfäffikon (1594)

### Entstehungs- und Baugeschichte
1927 wurde in Pfäffikon der Kirchenbauverein Pfäffikon gegründet, der das Ziel einer eigenen Pfarrkirche im Ort hatte. Als nach dem Ende des Zweiten Weltkrieges in Pfäffikon die wirtschaftliche Entwicklung einsetzte, verdoppelte sich von 1950 bis 1970 die Bevölkerung. Pfäffikon zählte damals 1700 Katholiken, weshalb sich der Aufbau einer eigenen Pfarrei in Pfäffikon aufdrängte. Das Kloster Einsiedeln verkaufte 1958 dem katholischen Kirchenbauverein das Grundstück Mühlematte. 1962 wurden zu einem eingeschränkten Architekturwettbewerb sieben namhafte Architekten eingeladen. Am 3. Juli 1962 wurde das Projekt von Architekt Walter Moser, Zürich, prämiert und zur weiteren Ausarbeitung empfohlen. Einstimmig bewilligte die Kirchgemeindeversammlung am 6. September 1963 den Baukredit von vier Millionen Franken für den Bau von Kirche, Pfarreiräumen, Pfarrhaus, Kirchturm sowie zusätzlichen profanen Bauten wie Wohnungen, Kindergarten und Ladengeschäfte, denn es sollte mit dem Bau der katholischen Kirche ein eigentliches Dorfzentrum entstehen. Am 7. Dezember 1963 erfolgte der erste Spatenstich. Der Abt von Einsiedeln, Raymund Tschudi legte am Fest Mariä Himmelfahrt 1964 den Grundstein für den Bau der Kirche. In einem Dekret vom 10. September 1965 errichtete der Bischof von Chur, Johannes Vonderach, das Pfarrrektorat Pfäffikon und weihte am Christkönigsfest, den 31. Oktober 1965, die St. Meinradskirche ein.
Heute umfasst das Pfarrrektorat St. Meinrad Pfäffikon ca. 3'900 Mitglieder.

## Baubeschreibung

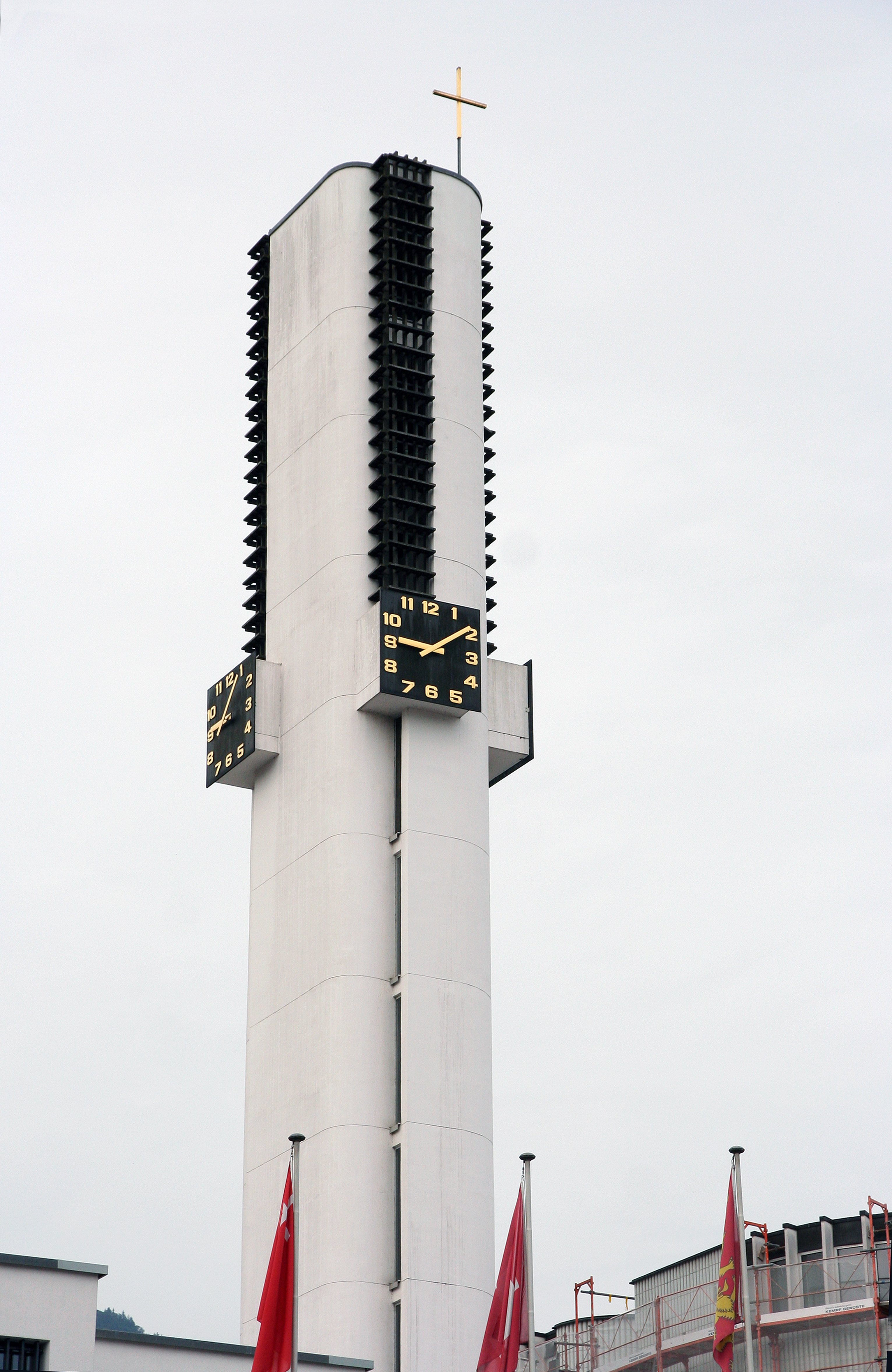
Kirchturm

### Äusseres und Kirchturm
Die Kirche St. Meinrad befindet sich im Zentrum von Pfäffikon auf der Anhöhe Mühelmatte. An dieser erhöhten Stelle baute Architekt Walter Moser, Zürich, in den Jahren 1963–1965 die Kirche St. Meinrad. Am Fuss der Kirche errichtete Architekt Moser zeitgleich Läden, Restaurant, Büros, Praxen, Kindergarten und Wohnungen. Auf diese Weise entstand ein zentraler Dorfplatz. Zur katholischen Kirche gelangt man über eine breite Aussentreppe von achtmal acht Stufen. Oben mündet die Treppe in einen Kirchenvorplatz, den eine Umfassungsmauer zum Innenhof gestaltet. Vom Vorplatz gelangt man sowohl in die Kirche als auch zum Pfarramt. Die Kirchenwand schmückt ein Relief von Bildhauer Hans Christen, Basel. Es zeigt die Symbole der drei göttlichen Personen und ist der Grundstein der Kirche. Vom restlichen Gebäudekomplex ist die Kirche durch die Verkleidung mit glasierten weissen Porzellankacheln optisch abgehoben. Der Kirchenraum besteht aus einem kubischen Betonbau, dessen östliche Ecke abgerundet ist, so dass eine Rundwand entsteht. Sie ist vom Dorf her die Schauseite der Kirche, von innen her umschliesst sie als Chorwand den Altarraum. Im Innenhof befinden sich an der umfassenden Mauer Bronzetafeln, welche Szenen aus der Bibel darstellen und eine Leihgabe der Korporation Pfäffikon sind.
Der freistehende, 35 Meter hohe Kirchturm nimmt die runden Formen der Chorwand auf und besteht aus weiss gestrichenem Beton. Abgeschlossen wird der Turm durch ein vergoldetes griechisches Turmkreuz und zeigt auf allen vier Seiten je eine Uhr. In seiner Glockenstube birgt der Kirchturm ein sechsstimmiges Geläut. 
Die Glocken in der Tonfolge ges° – b° – des' – es' – ges' – as' wurden 1965 in der Glockengiesserei H. Rüetschi in Aarau gegossen. Die Dreifaltigkeitsglocke (Ton ges°) gehört zu den grössten Glocken der Schweiz. Die fünf grossen Glocken wurden von der Korporation Pfäffikon gestiftet, die kleine vom Mädchenverein Blauring. Der Abt von Einsiedeln weihte die Glocken am Fest Mariä Himmelfahrt 1965.

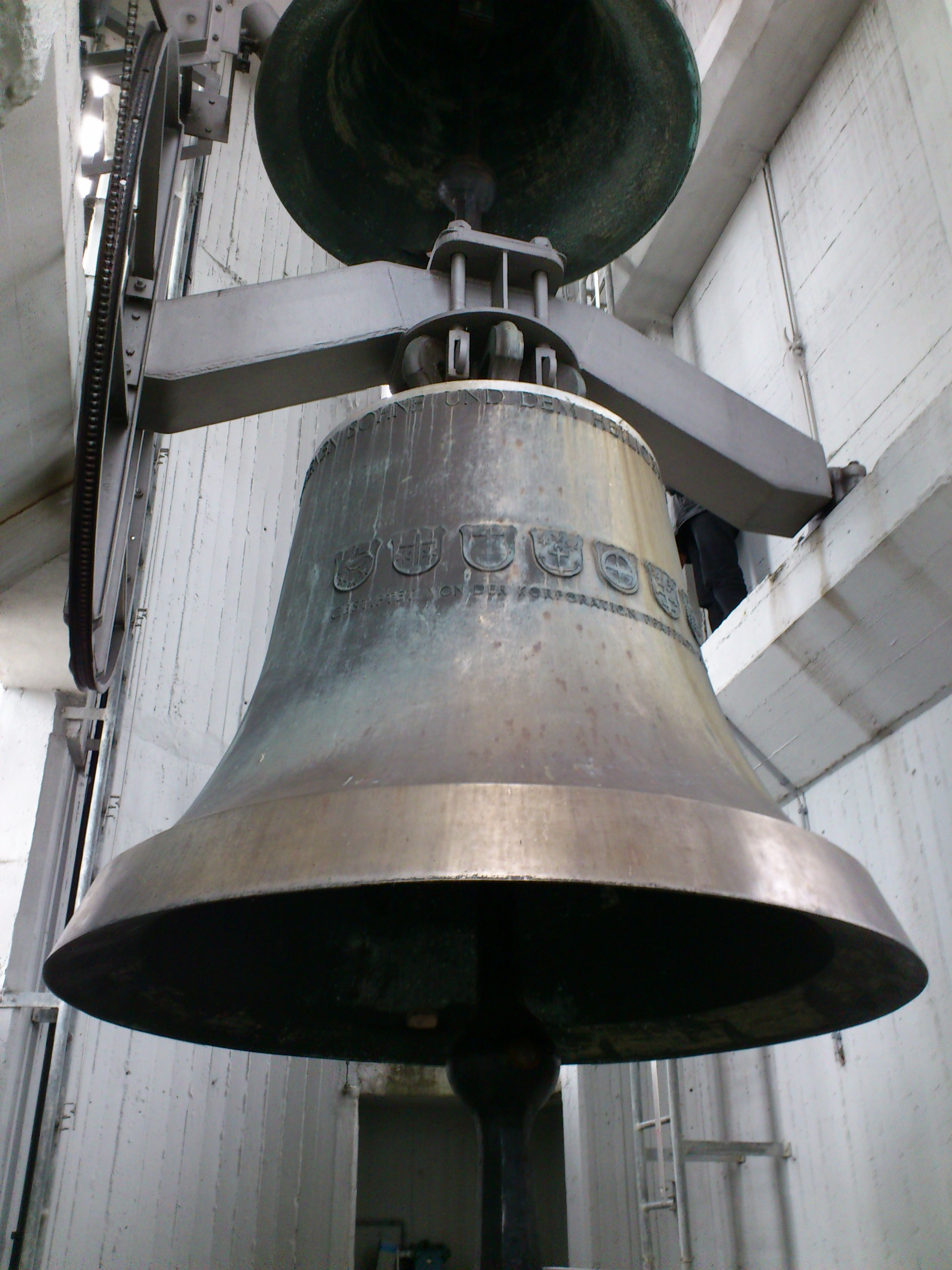
Dreifaltigkeitsglocke

| Nr. | Name                  | Gewicht | Nominal | Inschrift                                                                  |
| --- | --------------------- | ------- | ------- | -------------------------------------------------------------------------- |
| 1   | Dreifaltigkeitsglocke | 7000 kg | ges0    | Mit deinem eingeborenen Sohne und dem Heiligen Geiste bist Du ein Gott     |
| 2   | Marienglocke          | 3550 kg | b0      | Jungfrau Mutter, Du gewähre, dass die Lehre Deines Sohnes stets ich bewahr |
| 3   | Meinradglocke         | 2100 kg | des1    | Von ganzem Herzen such ich dich, entfremd mich nimmer deiner Satzungen     |
| 4   | Adelrichglocke        | 1450 kg | es1     | Dein Wort ist meinem Fusse Licht und eine Leuchte meinem Pfad              |
| 5   | Bruder-Klaus-Glocke   | 0900 kg | ges1    | Fried ist allweg in Gott                                                   |
| 6   | Engelglocke           | 0620 kg | as1     | Er entbietet für dich seine Engel, dich zu schützen auf allen deinen Wegen |

### Innenraum und künstlerische Ausstattung

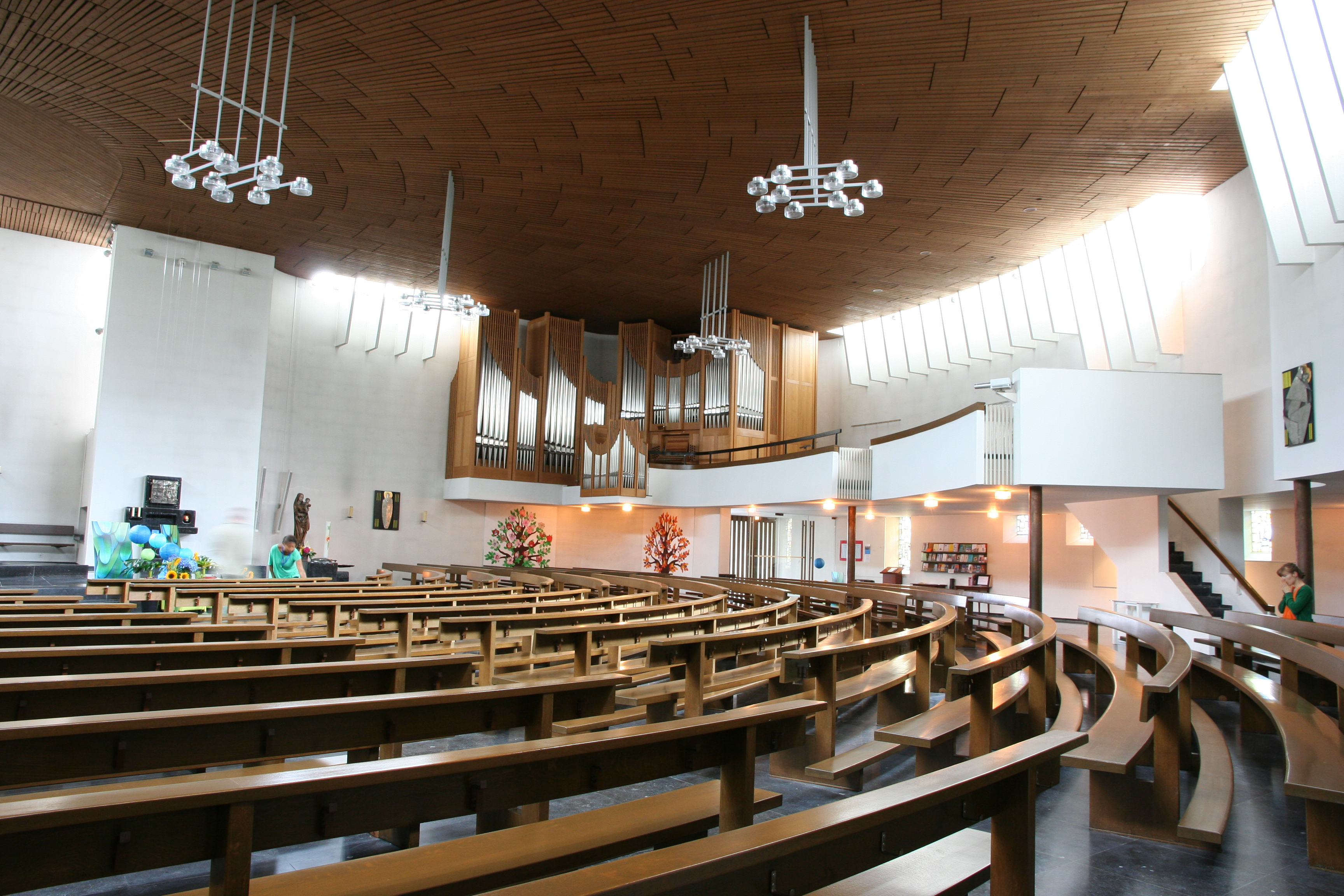
Innenansicht

Der Innenraum der Kirche besitzt einen quadratischen Grundriss, der durch kleinere kubische und halbrunde Segmente unterteilt wird. So bildet der Hauptraum mit den Kirchenbänken ein in das Quadrat eingeschriebenes Kreissegment und der Altarraum auf der nordöstlichen Seite der Kirche wird durch die abgerundete Chorwand abgeschlossen. Tageslicht dringt zwischen den Aussenmauern und der Kirchendecke durch Fenster, welche in der Tradition der Lichtgaden gestaltet und durch vertikale Lamellen voneinander abgegrenzt sind. Die Holzdecke und die Bänke im Kirchenschiff lenken den Blick zum erhöhten Chor. Dort schuf der Bildhauer Hans Christen aus Basel Volksaltar, Ambo, Priestersitz, Tabernakel, Oster- und Altarleuchter sowie den Taufbrunnen aus belgischem Marmor. Mit dem gleichen schwarzen Stein ist auch der Boden der Kirche ausgelegt. Durch das gleiche Material für den Boden und die Elemente des Altarraums erreichten Architekt Walter Moser und Künstler Hans Christen die Einheit der feiernden Gemeinde mit dem Vorsteher, aber auch die Einheit von Wort und Sakrament durch Ambo und Altar. Beides fordert die Liturgiekonstitution des Zweiten Vatikanischen Konzils. Das gotische Holzkreuz aus dem 13. Jahrhundert und die um 1500 in Fulda (Deutschland) geschnitzte Maria vervollständigen die ursprüngliche Ausstattung des Altarbezirks. Im rückwärtigen Bereich des Kirchenraums zieht sich unter der Empore ein Umgang um das Kirchenschiff, in dessen Aussenwände Glasfenster von Bernhard Schorderet, Fribourg eingelassen sind. Auch finden sich im Umgang ein Weihwasserspender sowie Weihwasserbecken von Hans Christen. Auf der nordwestlichen Seite des Kircheninnenraums befindet sich die Werktagskapelle. Hier steht eine Plastik, die den Hl. Meinrad zeigt. Bei der Werktagskapelle sind auch die zwei historischen Glocken der ehemaligen Sankt-Anna-Kapelle aufgestellt. Der Kreuzweg an den Kirchenwänden stammt von Künstler Franco Giacomel, Zürich, aus dem Jahr 1998. Als Besonderheit umfasst der Kreuzweg nicht 14, sondern 16 Stationen. Als Materialien dienten Eisenstahl, Gold, Zinn und Murano-Glas. Jede Station ist als eigenständiges Werk konzipiert und ist 150 cm hoch und 65 cm breit. Die 15. Station Jesus ist von den Toten auferstanden ist als Altarbild gestaltet: Eine grosse Stahlplatte trägt ein verlassenes Grabtuch aus massivem reinen Zinn; daneben steht die geschmiedete Lanze mit blutroter Spitze.

### Orgel

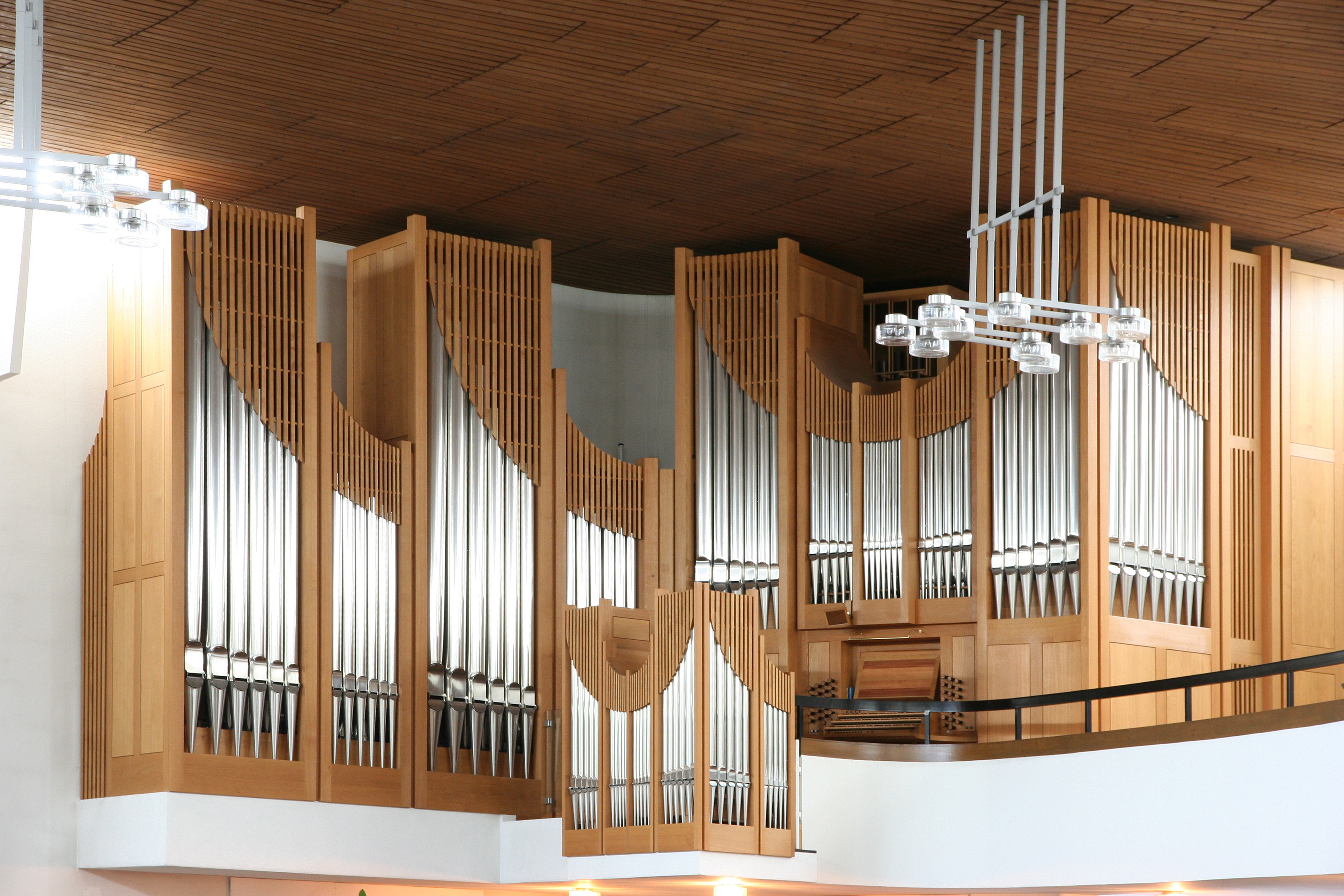
Späth-Orgel von 2003

Im Jahr 1967 erhielt die Kirche St. Meinrad ihre erste Pfeifenorgel. Es handelte sich um ein Instrument der Firma Cäcilia-Orgelbau Luzern mit 27 klingenden Registern sowie drei Verlängerungen. Die Orgel mit ihren 1864 klingenden Pfeifen wurde am 20. Januar 1967 im Rahmen einer Collaudation der Bevölkerung vorgestellt. Nach 30 Jahren stellten sich Mängel bei dieser Orgel heraus, sodass im Jahr 2003 die heutige Orgel erbaut wurde. Es handelt sich um ein Instrument, das von Bernhard Isenring projektiert und von der Orgelbaufirma Späth in Rapperswil erbaut wurde. Die Orgel hat 35 Register, verteilt auf drei Manuale samt Pedal, insgesamt über 2300 Pfeifen.
Disposition:
| I Rückpositiv C–a3 |       |
| Holzgedackt        | 8′    |
| Praestant          | 4′    |
| Blockflöte         | 4′    |
| Flageolet          | 2′    |
| Quinte             | 1 ⁄3′ |
| Vox humana         | 8′    |
| Tremulant          |       |

| II Hauptwerk C–a3 |       |
| Bourdon           | 16′   |
| Prinzipal         | 8′    |
| Rohrflöte         | 8′    |
| Gambe             | 8′    |
| Oktave            | 4′    |
| Spitzflöte        | 4′    |
| Oktave            | 2′    |
| Mixtur IV         | 1 ⁄3′ |
| Cornett V         | 8′    |
| Trompete          | 8′    |

| III Schwellwerk C–a3 |        |
| Geigenprinzipal      | 8′     |
| Hohlflöte            | 8′     |
| Salicional           | 8′     |
| Unda maris           | 8′     |
| Prinzipal            | 4′     |
| Traversflöte         | 4′     |
| Nasat                | 2 ⁄3′  |
| Doublette            | 2′     |
| Mixtur IV            | 2′     |
| Terz                 | 1 3⁄5′ |
| Basson               | 16′    |
| Trompette harmonique | 8′     |
| Tremulant            |        |

| Pedal C–f1 |     |
| Prinzipal  | 16′ |
| Subbass    | 16′ |
| Oktavbass  | 8′  |
| Bourdon    | 8′  |
| Choralbass | 4′  |
| Posaune    | 16′ |
| Zinke      | 8′  |

- Koppeln: III/II, I/II, I/P, II/P, III/P
- Elektronische Setzeranlage mit Sequenzer